# Historia Tolteca-Chichimeca

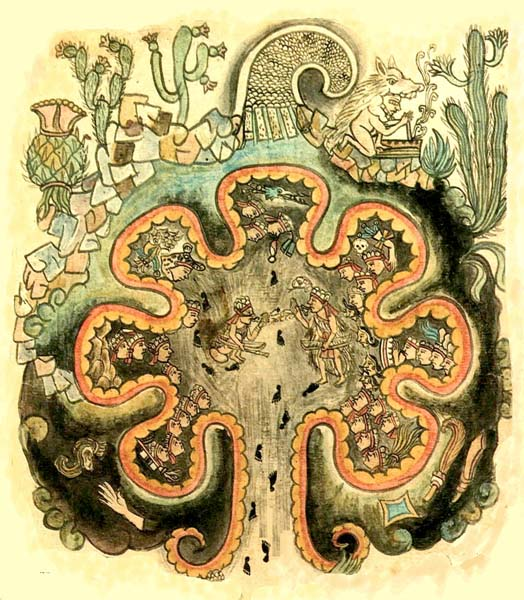
Chicomoztoc zoals afgebeeld in de Historia Tolteca-Chichimeca.

De Historia Tolteca-Chichimeca is een 16e-eeuws manuscript in het Nahuatl, dat vertelt over de geschiedenis van Cuauhtinchan, een van de eerste stadstaten in het Dal van Mexico die gesticht werd na het vertrek uit de grotten van Chicomoztoc. De codex bevindt zich momenteel in de Bibliothèque nationale in Parijs.